# Dave Mustaine
Dave Mustaine (La Mesa, Kalifornia, 1961. szeptember 13. –) szóló- és ritmusgitáros, énekes, dalszerző, aki a Metallica, majd a Megadeth együttes révén vált ismertté az 1980-as években. A thrash metal stílus egyik meghatározó alakja. Joel McIver A 100 legnagyobb metálgitáros (2009) című könyvében Mustaine került az első helyre. Jelenleg San Diegóban lakik.

## Pályafutása

### Kezdetek
Mustaine a kaliforniai La Mesában született, John és Emily Mustaine fiaként. Apai ágon ír és francia, anyai ágon német és zsidó vér keveredik ereiben. Fiatalságának nagy részét anyjával töltötte, miután szülei elváltak. 15 éves korában saját lakást bérelt, és kábítószerek árusításából tartotta fent magát. Egyik kuncsaftja nem tudott fizetni a szerért, de mivel egy lemezboltban dolgozott, ezért Iron Maiden- és Judas Priest-albumokkal törlesztett. Ez lett Dave első találkozása a metálzenével. Az 1970-es évek végén kezdett gitározni tanulni, és rövid időre csatlakozott egy Panic nevű zenekarhoz.

### 1980-as évek

#### Metallica
1981-ben Mustaine elhagyja a Panicot, és szólógitárosi poszton csatlakozik a Metallicához. A Metallica dobosa (Lars Ulrich) egy helyi újságban adott fel hirdetést, hogy zenekarához gitárost találjon. Mustaine szereplése a Metallicában kevesebb mint két évig tartott. 1983 áprilisában a Metallica New Yorkba utazott, hogy felvegyék az első lemezüket. Mustaine ekkor került ki az együttesből, Hetfield és Ulrich az alkoholizmussal és a sorozatos összeütközésekkel indokolták a döntést. Összepakolták Mustaine holmiját, és kidobták a kocsiból az első buszmegállónál. A buszon ülve hazafelé elhatározta, hogy saját zenekart alapít.
A Metallicában eltöltött rövid idő alatt négy dalban is közreműködött, ami később a Kill ’Em All című Metallica-korongon kapott helyet, valamint további két szerzeményben a Ride the Lightningról. További érdekesség, hogy a "The Four Horsemen" zenei anyagát teljesen átmentette a "Mechanix" névvel kiadott szerzeményébe.

#### Megadeth
1983-ban megkezdődtek az előkészületek Mustaine saját zenekarának megalapításához, amit sikeresebbé akart tenni, mint a Metallica. Ezen a nyáron találkozott David Ellefsonnal, és létrehozták a Megadethet. Mustaine sokáig keresett megfelelő énekest, de végül úgy döntött, maga vállalja fel ezt a szerepet. Kerry King (Slayer) gitáros is csatlakozott néhány koncert erejéig, de hamarosan visszatért a Slayerhez. Gar Samuelson ült a dobok mögé, Chris Poland pedig a szólógitárosi pozícióra. Novemberben leszerződtek a Combat Records kiadóval, és először léptek színpadra New Yorkban.
1985-ben megjelent az első albumuk Killing Is My Business... and Business Is Good! címmel a Combat Records gondozásában. Ezen a nyáron a zenekar körbeturnézta az Egyesült Államokat és Kanadát az Exciter társaságában. Itt Chris Poland helyét Mike Albert vette át. Chris októberben csatlakozott újra a zenekarhoz, amikor megkezdődtek a második album munkálatai. Szilveszter éjszakáján a Megadeth San Franciscóban lépett fel, az Exodus, a Metal Church, és a Metallica társaságában.
A következő évben a Megadeth leszerződött a Capitol Records kiadóhoz, és novemberben meg is jelent a második albumuk, a Peace Sells… but Who’s Buying?. A lemez metáltörténeti mérföldkővé vált. Az MTV felhasználta a címadó dal basszusfutamát hírműsoruk aláfestéséhez, csakúgy, mint a "Wake Up Dead" egyes részeit. Mindkét dalból videóklip született.
1987 februárjában a Megadeth lett az előzenekar Alice Cooper Constrictor elnevezésű turnéján. Márciusban a zenekar megkezdte első világ körüli turnéját. A "These Boots" újrafelvételre került, és filmzenévé vált. Nyári turné következett az Overkill és a Necros társaságában. Drogproblémák és a hangszerek ellopásának gyanúja miatt Mustaine végül kirúgta Chris Polandot és Gar Samuelsont.[forrás?]
1988-ban Chuck Behler került a dobok mögé, aki korábban Samuelson dobtechnikusa volt. Jeff Young lett az új szólógitáros. Januárban megjelent a harmadik albumuk a So Far, So Good... So What!. Ezen az albumon szerepel az "In My Darkest Hour" dal, amit Mustaine a Metallica két évvel korábban elhunyt basszusgitárosa, Cliff Burton emlékére írt.

## Magánélete
Mustaine 1991-ben feleségül vette Pamela Anne Casselberryt. Két közös gyermekük van: Justin David Mustaine (1992), aki szintén gitározik és számos helyi színházi produkcióban szerepelt, illetve Electra Nicole Mustaine (1998), aki a countryzenében próbál karriert építeni.
2019. június 17-én Mustaine bejelentette, hogy gégerákot diagnosztizáltak nála.

## Fordítás
- Ez a szócikk részben vagy egészben  a   Dave Mustaine című angol Wikipédia-szócikk fordításán alapul.  Az eredeti cikk szerkesztőit annak laptörténete sorolja fel. Ez a jelzés csupán a megfogalmazás eredetét és a szerzői jogokat jelzi, nem szolgál a cikkben szereplő információk forrásmegjelöléseként.